# 祖心尼
祖心尼（そしんに、天正16年（1588年） - 延宝3年3月11日（1675年4月5日））は、安土桃山時代から江戸時代初期にかけての女性。伊勢国岩手城主・牧村利貞の娘。前田利長の養女。本名は古那、別名におなあ、おのうとも。義理の叔母春日局（血縁では父の従姉妹）の補佐役として江戸幕府3代将軍・徳川家光に仕えた尼である。臨済宗済松寺開基。弟に牧村牛之助がいる。

## 生涯
天正16年（1588年）、牧村利貞の娘として生まれた。しかし、父は仕えていた豊臣秀吉による文禄の役に出陣し、文禄2年（1593年）に死亡した。父と懇意であった前田利家の導きにより加賀藩前田家に引き取られ、利家の長男利長の養女となり、おなじく長兄の利長の養子となった前田利常と共に養育される。後に前田家の分家である小松城の前田直知（利家の長女・幸の息子）へ嫁ぎ、2人の男児を産むが、その後前田家より突如離縁を申し付けられる。この理由は諸説あって明らかではないが、古那がキリシタン大名の高山右近との親交が深かったためともいわれている。
離縁を受け、古那は幼い下の子供を連れ、生前の父が建立した京都・妙心寺雑華院住職で叔父の一宙禅師の元へ身を寄せる。この時、妙心寺寿聖院にいた石田三成の長男、宗亨(石田重家)に帰依し、禅を学んでいる。やがて、会津藩主蒲生忠郷の重臣町野幸和と再婚して娘多阿が産まれる。慶長18年（1613年）、幸和と親しかった仕置家老の岡重政が忠郷の母正清院との対立で切腹に処されると重政の息子吉右衛門を庇護し、後に娘多阿と結婚させている。
寛永4年（1627年）藩主・蒲生忠郷が死亡すると蒲生家は改易（60万石から24万石に減封の上、伊予松山へ国替え）され、幸和は伊予へは同道せず浪人となった。
浪人となった一家は江戸に移住した。古那は暇に飽かせて多くの書物に触れ、この時期に多くの知識と教養を得た。その後、教養を見込まれ、古那の叔母で当時の大奥を取り仕切っていた春日局から補佐役を依頼され、大奥に出仕するようになった。
大奥に入った古那は、雑華院や寿聖院で得た経験を生かし、大奥の女たちに禅の心を説いて聞かせるなど、女中の意識向上に尽力した。また、春日局に乞われて自身の孫娘（多阿と岡吉右衛門の子）であるお振の方を春日局の養女として大奥に入れ、家光の側室とした。お振の方は寛永14年（1637年）に家光の長女・千代姫（のちに尾張藩主徳川光友の正室）を生むが、産褥が思わしくなく、その看病にあたった（お振の方は、寛永17年（1640年）に死去）。
このような日々を送るうち、家光の勧めもあって寛永20年（1643年）に出家、祖心尼と名乗った。祖心尼は家光にも禅を説いた。やがて家光は祖心尼に、幕府祐筆の大橋龍慶屋敷跡を寺領を寄進して寺院建立を指示し、祖心尼を開基として済松寺が建立された。家光は臨終の際にも祖心尼を呼び、「わが身は日光に葬られても、わが心はこの済松寺に留まる」と言い残した。
家光の死後、祖心尼は大奥を去り、余生を済松寺で過ごした。

## 思想と教え
祖心尼は妙心寺派の禅僧として、人生の迷いや苦しみに向き合う教えを多く残した。とくに妙心寺雑華院に伝わる『祖心尼法語集』には、未来への不安を克服する心の持ち方、失敗を成長の糧とする禅的な智慧に加え、外に救いを求めず、自らの心に備わる仏性（ぶっしょう）に気づく重要性や、世を捨てるとは外界から逃れることではなく、心の迷いを離れることであると説く教えが記されている。
代表的な言葉には次のようなものがある。
- 先も見えぬ事を今ある事のように思いはかれば、みなすいりようなる程に、是より君臣の道も、さわり多し。ただ時々にあたって、心ただしく、是非分明に心平に行い置なれば、諸神諸仏のおうごある也、いかうとなれば、真正の道人、善悪にかかわらず、平常無事なるほどに。
  - 現代語訳：これから何が起こるのかなんて、誰にも分かりません。それなのに、まるでもう起きてしまったことのように心配しすぎると、すべてが思い過ごしになってしまいます。そんなふうに悩みすぎると、人と人の大切な関係さえも悪くなってしまうのです。だから、今このときそのときに応じて、正しい心で、物事の良し悪しをしっかりと見分けて、穏やかな気持ちで行動していれば、それだけで神さまや仏さまがちゃんと守ってくださいます。なぜなら、本当に正しい道を歩む人というのは、良いことや悪いことに心を振り回されず、いつも静かに心穏やかに過ごしているものだからです。

- かえらぬ事をくやむは愚痴也、昨日の非をかえりみれば、我まよいなる事、歴然なり、かくのごとくにつとむれば、真の智恵現前志して邪正一如[1]にかなう也。
  - 現代語訳：もうどうにもならないことを、いつまでも悔やむのはやめましょう。昨日の失敗を思い返してみれば、それは自分が迷っていたからこそ起こったと気づくはずです。だから、これからはそんなふうに気づきながら前に進んでいけば、きっと本当の知恵があなたの前に現れて、間違ったことも正しいことも、すべてが「大切な学びだった」と思えるようになるでしょう。
- 仏とて金木につくり、絵に書しは成仏したる人のすがたにて、まことは仏と申候は人々具したる仏性にて候に、一心の仏をさし置き外をもとむるは愚痴の迷いにて候、ただ今生において自信仏なる事をしるべし。一心において仏衆生のへだてなく候へども、迷とさとりと各別にて候、悟と申候は迷人は自心仏なるをしらず、仏法世法ともに迷い申候、其迷の心をひらき、自性にかないたるが信のさとりにて候、今時は悟のうわさ自心自性のさんだんと申候、初は自己本来にかないたる事はなく候故、其せつまちまちにして、いよいよ惑い候と見え申候、ただ自心をおさめ候て、万民をあわれみめぐみすくい候いつる、まことの智恵にて候。
  - 現代語訳：仏さまとは、像や絵の姿だけのものではありません。本当は、誰の心の中にも「仏になる心」がちゃんとあるのです。なのに、その大切な心を忘れて、外ばかりに仏さまを探してしまうのは、迷っている証なのです。いまこの人生の中で、自分の中に仏の心があると気づいてください。本当は、みんなの心に違いはありません。でも、迷っている心と、悟っている心とは、やっぱり違います。悟りとは、自分の中にある仏の心に気づいて、その心で人を思いやり、助けていけるようになること。最近は「悟り」や「本当の自分」という言葉がいろいろ言われていますが、かえって迷ってしまう人が多いように感じます。だから、まずは自分の心を整えて、人を思いやり、助けようとする気持ちを大切にすること。それが、本当の賢さであり、生き方なのです。
- 世を捨るというを人ごとに世間をすつる事と思い、世をきらうは迷いなり、我心中に世間あり、いかなれば欲心愚痴につながれ、しゅじゅに心を惑わし、順逆にひかれ、うたがい、くるしむ不善の心、これ心中のせけん也、心中の世間、心中の衆生をしれば、信の心ざしをもって、自心の世をすて、自心の衆生を度し、自心の山の奥にすむ程に、外の山を尋ぬる事なし。
  - 現代語訳：「世を捨てる」というと、多くの人はこの世のしがらみから離れることだと思っています。 でも、「世間なんて嫌い」と思う心こそが、実は迷いなのです。本当の世間は、自分の心の中にあります。 欲張ったり、愚かな思いにしばられて、いろんなことに心が振り回されてしまいます。うまくいくときも、うまくいかないときも心が引きずられて、疑ったり苦しんだり――それが「心の中の世間」です。この「心の世間」や「心の中の迷っている人々（衆生）」に気づいたら、信じる心を持って、自分の中の迷いを手放し、自分の心の中の迷っている人々も救ってあげましょう。そして、自分の心の奥にある静かな場所（山奥）に心を落ち着かせられたなら、もう外の世界に逃げ場を探す必要はなくなるのです。

これらの教えは、祖心尼自身の体験と禅宗の智慧が融合したものであり、現代においても心の支えとなる内容である。